# Лексингтон (Небраска)
Лексингтон (енгл. Lexington) град је у америчкој савезној држави Небраска.

## Демографија
По попису из 2010. године број становника је 10.230, што је 219 (2,2%) становника више него 2000. године.
| Група             | 2000.         | 2010.         |
| Белци             | 4.635 (46,3%) | 3.174 (31,0%) |
| Афроамериканци    | 44 (0,4%)     | 678 (6,6%)    |
| Азијати           | 110 (1,1%)    | 102 (1,0%)    |
| Хиспаноамериканци | 5.121 (51,2%) | 6.183 (60,4%) |
| Укупно            | 10.011        | 10.230        |